# .kp
.kp 是朝鮮民主主義人民共和國的網際網路國家及地區頂級域（ccTLD）的域名，於2007年9月24日啟用。

## 使用情況
由於朝鮮民主主義人民共和國政府對國民使用網際網路的嚴格限制，當地只能使用政府設置的內部網路。因此 .kp 網域主要閱覽人通常為外國人。以下為少數使用 .kp 網域之部份網站列表：
- 朝鮮民主主義人民共和國政府官方入口網站我的國家（朝鮮語：내나라）：http://naenara.com.kp （页面存档备份，存于）
- 對外文化聯絡委員會網站：http://www.friend.com.kp/ （页面存档备份，存于）
- 朝鮮教育基金網站：http://www.koredufund.org.kp/ （页面存档备份，存于）
- 朝鮮中央通訊社網站：http://www.kcna.kp/ （页面存档备份，存于）
- 勞動新聞電子版網站：http://www.rodong.rep.kp/ （页面存档备份，存于）
- 朝鮮之聲網站：http://www.vok.rep.kp （页面存档备份，存于）
- 朝鮮體育基金網站：https://web.archive.org/web/20150623142711/http://ksf.com.kp/
- 高麗航空網站：http://www.airkoryo.com.kp/ （页面存档备份，存于）
- 平壤廣播電台網站：http://www.gnu.rep.kp/%5B%5D（页面存档备份，存于）
- StarCon：http://www.starcon.net.kp/%5B%5D（页面存档备份，存于）

以往，.kp 網域與大量相關網站曾由位於德國的歐洲朝鮮電腦中心（KCC Europe）管理。後來於2012年交由朝鲜的星合营会社（Star Joint Venture Co.）接管。上述所有網站及大部份 .kp 網站均置存於朝鮮境內。

## 外部連結
- IANA .kp whois information（页面存档备份，存于）
- （简体中文）朝鮮民主主義人民共和國官網（页面存档备份，存于）